# Света Елена (провинция)
Вижте пояснителната страница за други значения на Света Елена.
Света Елена (на испански: Santa Elena) е една от 24-те провинции на южноамериканската държава Еквадор. Разположена е в западната част на страната. Света Елена е една от новосъздадените провинции в Еквадор, основана е на 7 октомври 2007 г. Общата площ на провинцията е 3762,80 км², а населението е 392 600 жители (по изчисления за 2019 г.).